# Folcarde
Folcarde est une commune française située dans l'est du département de la Haute-Garonne, en région Occitanie.
La commune possède un patrimoine naturel remarquable composé d'une zone naturelle d'intérêt écologique, faunistique et floristique.

## Géographie

### Localisation

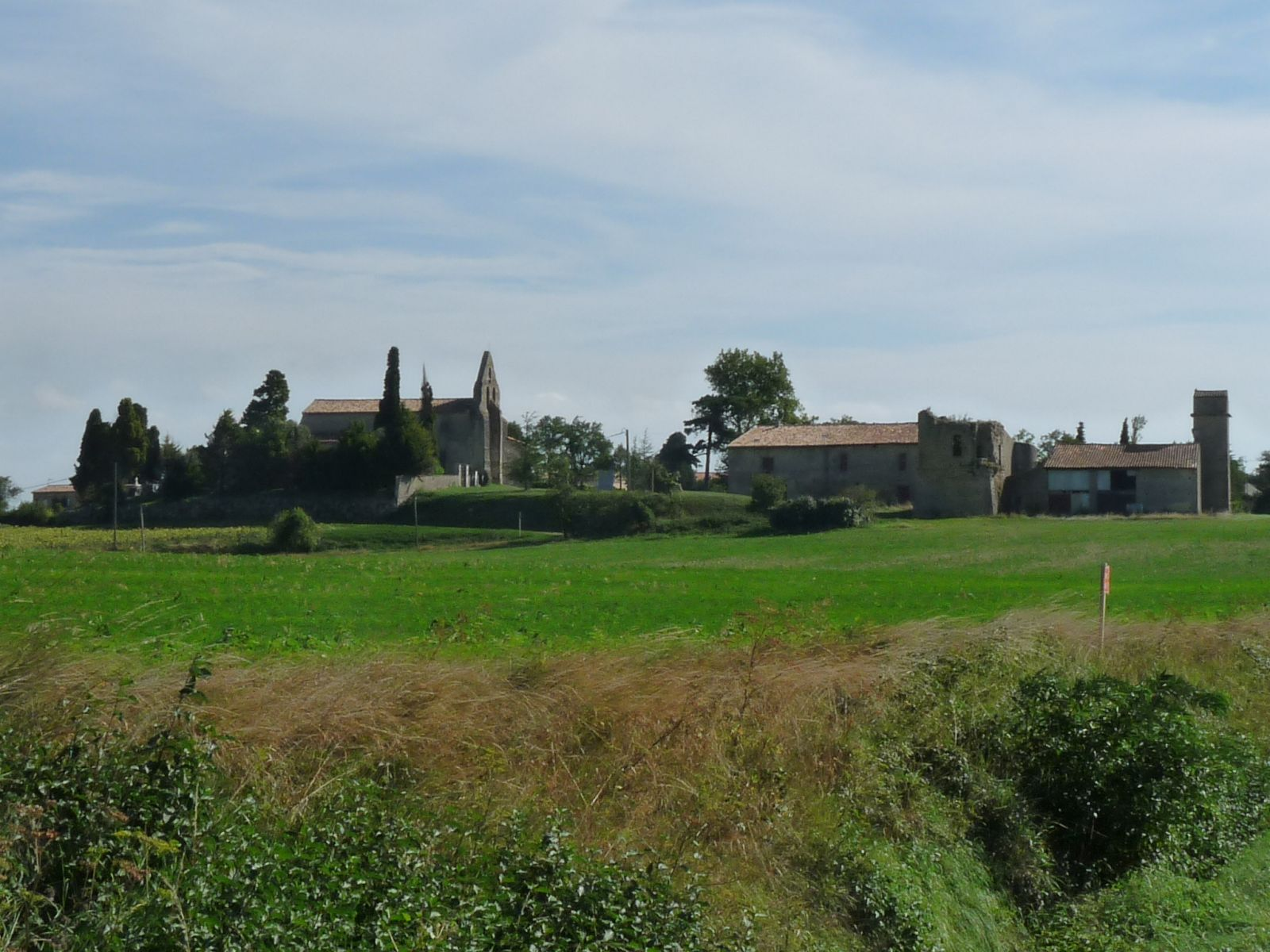
Vue générale.

La commune de Folcarde se trouve dans le département de la Haute-Garonne, en région Occitanie.
Elle se situe à 36 km à vol d'oiseau de Toulouse, préfecture du département, et à 18 km de Revel, .
Sur le plan historique et culturel, Folcarde fait partie du Lauragais, occupant une vaste zone, autour de l’axe central que constitue le canal du Midi, entre les agglomérations de Toulouse au nord-ouest et Carcassonne au sud-est et celles de Castres au nord-est et Pamiers au sud-ouest.
C'est l'ancien « Pays de Cocagne », lié à la fois à la culture du pastel et à l’abondance des productions, et de « grenier à blé du Languedoc ».
La commune se trouve dans l'aire d'attraction de Toulouse ainsi que dans sa zone d'emploi, et dans le bassin de vie de Villefranche-de-Lauragais
.

### Communes limitrophes
Les communes limitrophes sont  Avignonet-Lauragais, Lux et Rieumajou.
|                     | Lux      |           |
|                     | Folcarde | Rieumajou |
| Avignonet-Lauragais |          |           |

### Géologie et relief
La superficie de la commune est de 233 hectares ; son altitude varie de 205  à   271 mètres.

### Hydrographie

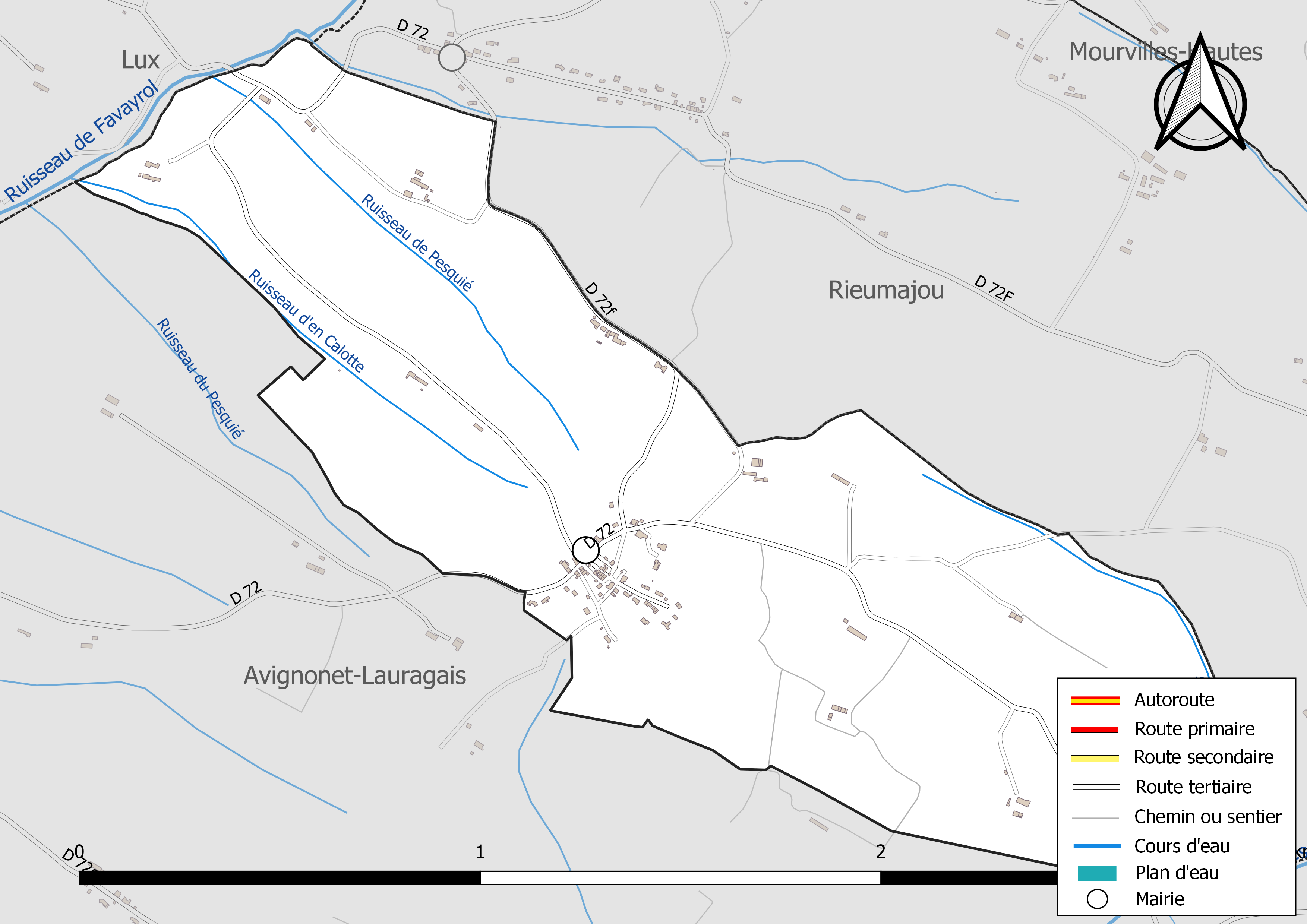
Réseaux hydrographique et routier de Folcarde.

La commune est dans le bassin de la Garonne, au sein du bassin hydrographique Adour-Garonne.
Elle est drainée par le ruisseau d'en Calotte, le ruisseau de Pesquié et le ruisseau des Hucs, constituant un réseau hydrographique de 4 km de longueur totale,.

### Climat
Pour des articles plus généraux, voir Climat de l'Occitanie et Climat de la Haute-Garonne.
En 2010, le climat de la commune est de type climat du Bassin du Sud-Ouest, selon une étude s'appuyant sur une série de données couvrant la période 1971-2000. En 2020, Météo-France publie une typologie des climats de la France métropolitaine dans laquelle la commune est exposée à un climat océanique altéré et est dans la région climatique Aquitaine, Gascogne, caractérisée par une pluviométrie abondante au printemps, modérée en automne, un faible ensoleillement au printemps, un été chaud (19,5 °C), des vents faibles, des brouillards fréquents en automne et en hiver et des orages fréquents en été (15 à 20 jours).
Pour la période 1971-2000, la température annuelle moyenne est de 12,9 °C, avec une amplitude thermique annuelle de 15,8 °C. Le cumul annuel moyen de précipitations est de 803 mm, avec 10,3 jours de précipitations en janvier et 5,2 jours en juillet. Pour la période 1991-2020, la température moyenne annuelle observée sur la station météorologique la plus proche, située sur la commune de Saint-Félix-Lauragais à 9 km à vol d'oiseau, est de 13,5 °C et le cumul annuel moyen de précipitations est de 673,9 mm,. Pour l'avenir, les paramètres climatiques de la commune estimés pour 2050 selon différents scénarios d’émission de gaz à effet de serre sont consultables sur un site dédié publié par Météo-France en novembre 2022.

### Milieux naturels et biodiversité

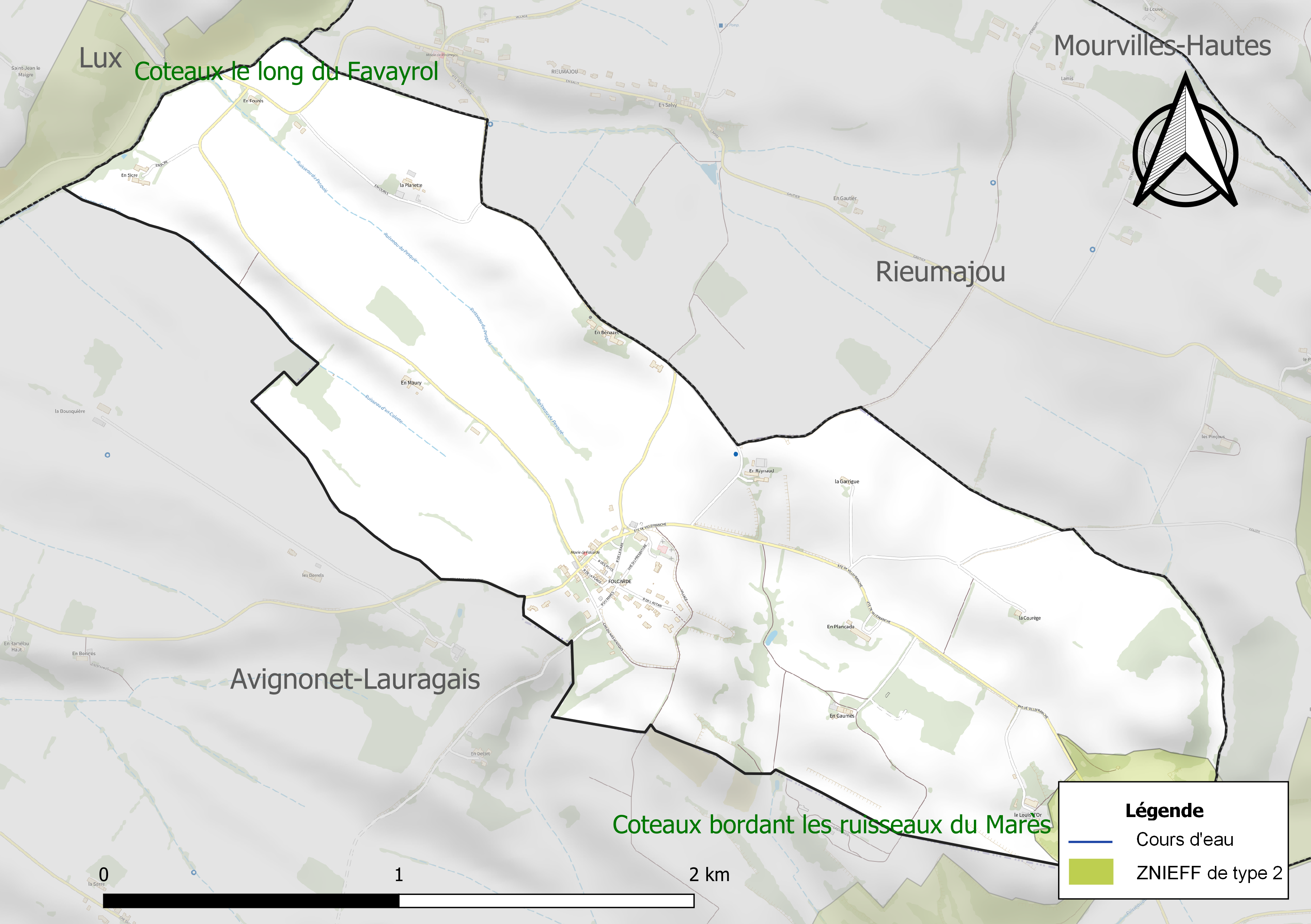
Carte de la ZNIEFF de type 2 localisée sur la commune.

L’inventaire des zones naturelles d'intérêt écologique, faunistique et floristique (ZNIEFF) a pour objectif de réaliser une couverture des zones les plus intéressantes sur le plan écologique, essentiellement dans la perspective d’améliorer la connaissance du patrimoine naturel national et de fournir aux différents décideurs un outil d’aide à la prise en compte de l’environnement dans l’aménagement du territoire.
Une ZNIEFF de type 2 est recensée sur la commune :
les « coteaux bordant les ruisseaux du Marès et des Hucs » (150 ha), couvrant 5 communes dont une dans l'Aude et quatre dans la Haute-Garonne.

## Urbanisme

### Typologie
Au 1er janvier 2024, Folcarde est catégorisée commune rurale à habitat dispersé, selon la nouvelle grille communale de densité à sept niveaux définie par l'Insee en 2022.
Elle est située hors unité urbaine. Par ailleurs la commune fait partie de l'aire d'attraction de Toulouse, dont elle est une commune de la couronne,. Cette aire, qui regroupe 527 communes, est catégorisée dans les aires de 700 000 habitants ou plus (hors Paris),.

### Occupation des sols

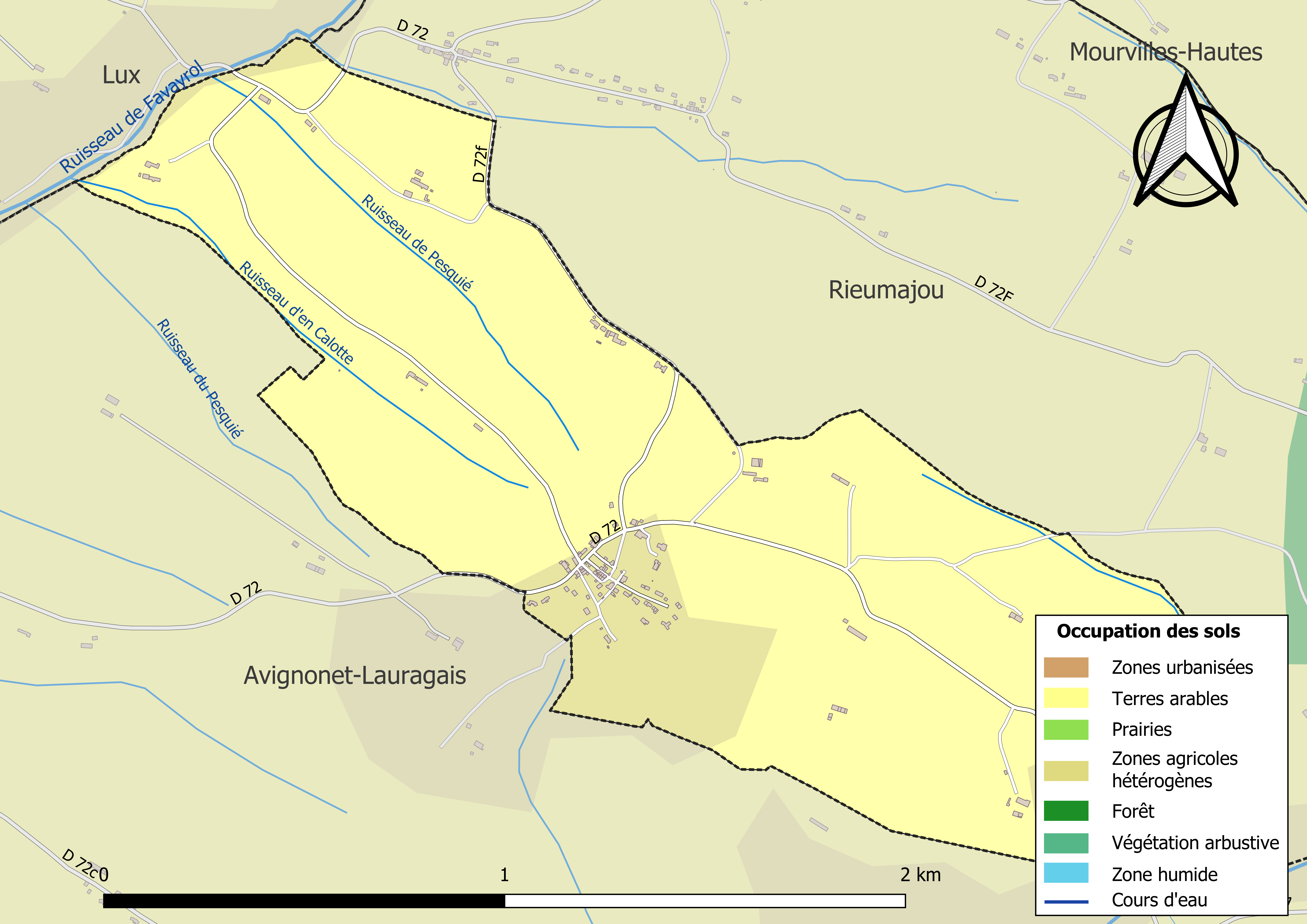
Carte des infrastructures et de l'occupation des sols de la commune en 2018 (CLC).

### Habitat et logement
En 2021, le nombre total de logements dans la commune était de 55, alors qu'il était de 56 en 2016 et de 51 en 2011.
Parmi ces logements, 89 % étaient des résidences principales, 1,8 % des résidences secondaires et 9,2 % des logements vacants. Ces logements étaient  tous des maisons individuelles.
Le tableau ci-dessous présente la typologie des logements à Folcarde en 2021 en comparaison avec celle de la Haute-Garonne et de la France entière. Une caractéristique marquante du parc de logements est ainsi la faible proportion des résidences secondaires et logements occasionnels (1,8 %) par rapport au département (4,3 %) et à la France entière (9,7 %).
| Typologie                                               | Folcarde | Haute-Garonne | France entière |
| ------------------------------------------------------- | -------- | ------------- | -------------- |
| Résidences principales (en %)                           | 89       | 88,4          | 82,2           |
| Résidences secondaires et logements occasionnels (en %) | 1,8      | 4,3           | 9,7            |
| Logements vacants (en %)                                | 9,2      | 7,2           | 8,1            |

### Risques majeurs
Le territoire de la commune de Folcarde est vulnérable à différents aléas naturels : météorologiques (tempête, orage, neige, grand froid, canicule ou sécheresse), inondations et séisme (sismicité très faible). Un site publié par le BRGM permet d'évaluer simplement et rapidement les risques d'un bien localisé soit par son adresse soit par le numéro de sa parcelle.
Certaines parties du territoire communal sont susceptibles d’être affectées par le risque d’inondation par débordement de cours d'eau, notamment La commune a été reconnue en état de catastrophe naturelle au titre des dommages causés par les inondations et coulées de boue survenues en 1982, 1999 et 2009,.

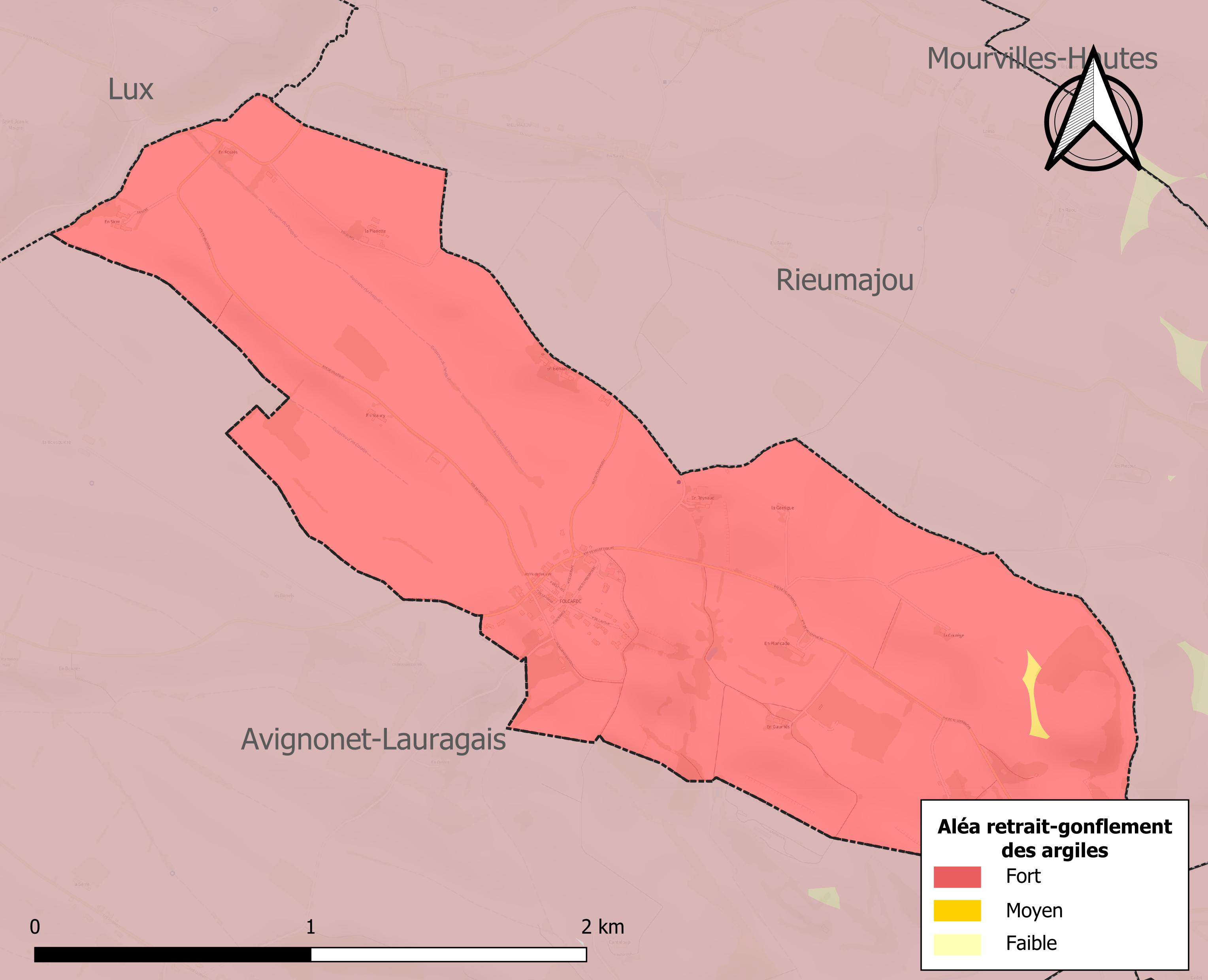
Carte des zones d'aléa retrait-gonflement des sols argileux de Folcarde.

Le retrait-gonflement des sols argileux est susceptible d'engendrer des dommages importants aux bâtiments en cas d’alternance de périodes de sécheresse et de pluie. La totalité de la commune est en aléa moyen ou fort (88,8 % au niveau départemental et 48,5 % au niveau national). Sur les 54 bâtiments dénombrés sur la commune en 2019, 54 sont en aléa moyen ou fort, soit 100 %, à comparer aux 98 % au niveau départemental et 54 % au niveau national. Une cartographie de l'exposition du territoire national au retrait gonflement des sols argileux est disponible sur le site du BRGM,.
Par ailleurs, afin de mieux appréhender le risque d’affaissement de terrain, l'inventaire national des cavités souterraines permet de localiser celles situées sur la commune.
Concernant les mouvements de terrains, la commune a été reconnue en état de catastrophe naturelle au titre des dommages causés par la sécheresse en 2003 et par des mouvements de terrain en 1999.

## Politique et administration

### Rattachements administratifs et électoraux

#### Rattachements administratifs
La commune se trouve depuis 1926 dans l'arrondissement de Toulouse du département de la Haute-Garonne.
Elle faisait partie depuis 1801 du canton de Villefranche-de-Lauragais. Dans le cadre du redécoupage cantonal de 2014 en France, cette circonscription administrative territoriale a disparu, et le canton n'est plus qu'une circonscription électorale.

#### Rattachements électoraux
Pour les élections départementales, la commune fait partie depuis 2014 du canton de Revel.
Pour l'élection des députés, elle fait partie de la dixième circonscription de la Haute-Garonne.

### Intercommunalité
Folcarde était membre de la communauté de communes Cap-Lauragais, un établissement public de coopération intercommunale (EPCI) à fiscalité propre créé en 2008 et auquel la commune avait transféré un certain nombre de ses compétences, dans les conditions déterminées par le code général des collectivités territoriales.
Dans le cadre des dispositions de la loi portant nouvelle organisation territoriale de la République du 7 août 2015, qui prévoit que les établissements publics de coopération intercommunale (EPCI) à fiscalité propre doivent avoir un minimum de 15 000 habitants, cette intercommunalité a fusionné avec ses voisines pour former, le 1er janvier 2017, la communauté de communes des Terres du Lauragais, dont est désormais membre la commune.

### Administration municipale
Le nombre d'habitants étant compris entre 100 et 499, le nombre de membres du conseil municipal  est de onze, y compris le maire et ses adjoints.

### Liste des maires
| Période                                  | Période                        | Identité       | Étiquette | Qualité                                                        |
| ---------------------------------------- | ------------------------------ | -------------- | --------- | -------------------------------------------------------------- |
| Les données manquantes sont à compléter. |                                |                |           |                                                                |
|                                          |                                |                |           |                                                                |
| avant 1981                               | mars 1989                      | Yves Daydé     |           |                                                                |
| mars 1989                                | 2014                           | Vénérand Fauré |           |                                                                |
| 2014                                     | janvier 2024                   | Évelyne Daban  | SE        | retraitée fonction publique (sauf enseignement) Démissionnaire |
| février 2023                             | En cours (au 30 novembre 2023) | Antoine Guagno |           | Chef d'entreprise                                              |

## Équipements et services publics

### Eau et déchets
La collecte et le traitement des déchets des ménages et des déchets assimilés ainsi que la protection et la mise en valeur de l'environnement se font dans le cadre de la communauté de communes Cap-Lauragais.

### Enseignement
Folcarde fait partie de l'académie de Toulouse.
L'éducation est assurée par un regroupement pédagogique intercommunal pour les classes de la maternelle au primaire avec les communes de Lux, Vallègue et Rieumajou. Les classes CP, CE1, CE2, CM1 et CM2 sont assurées sur la commune de Vallègue.

Équipements de la commune
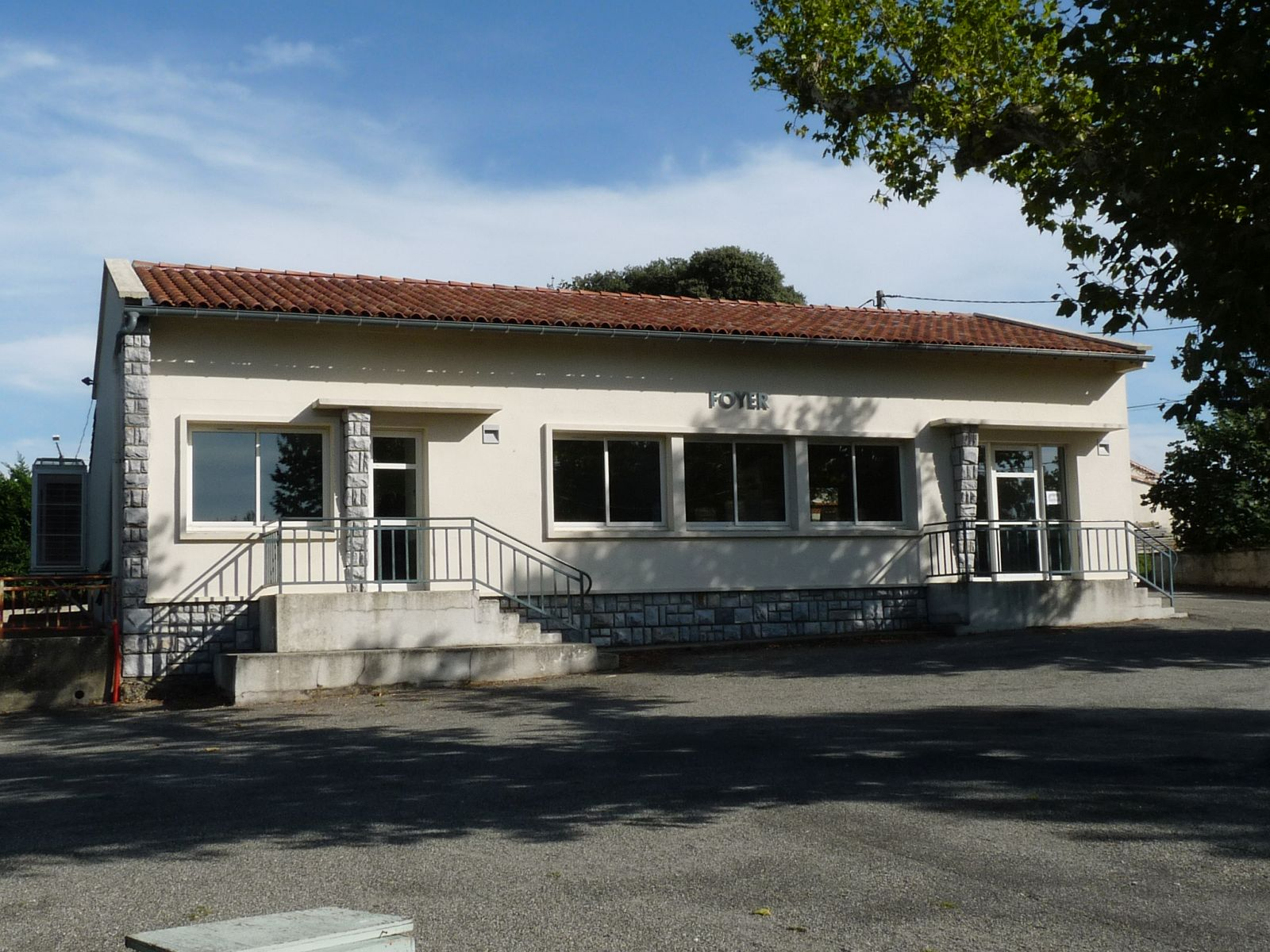
La salle des fêtes
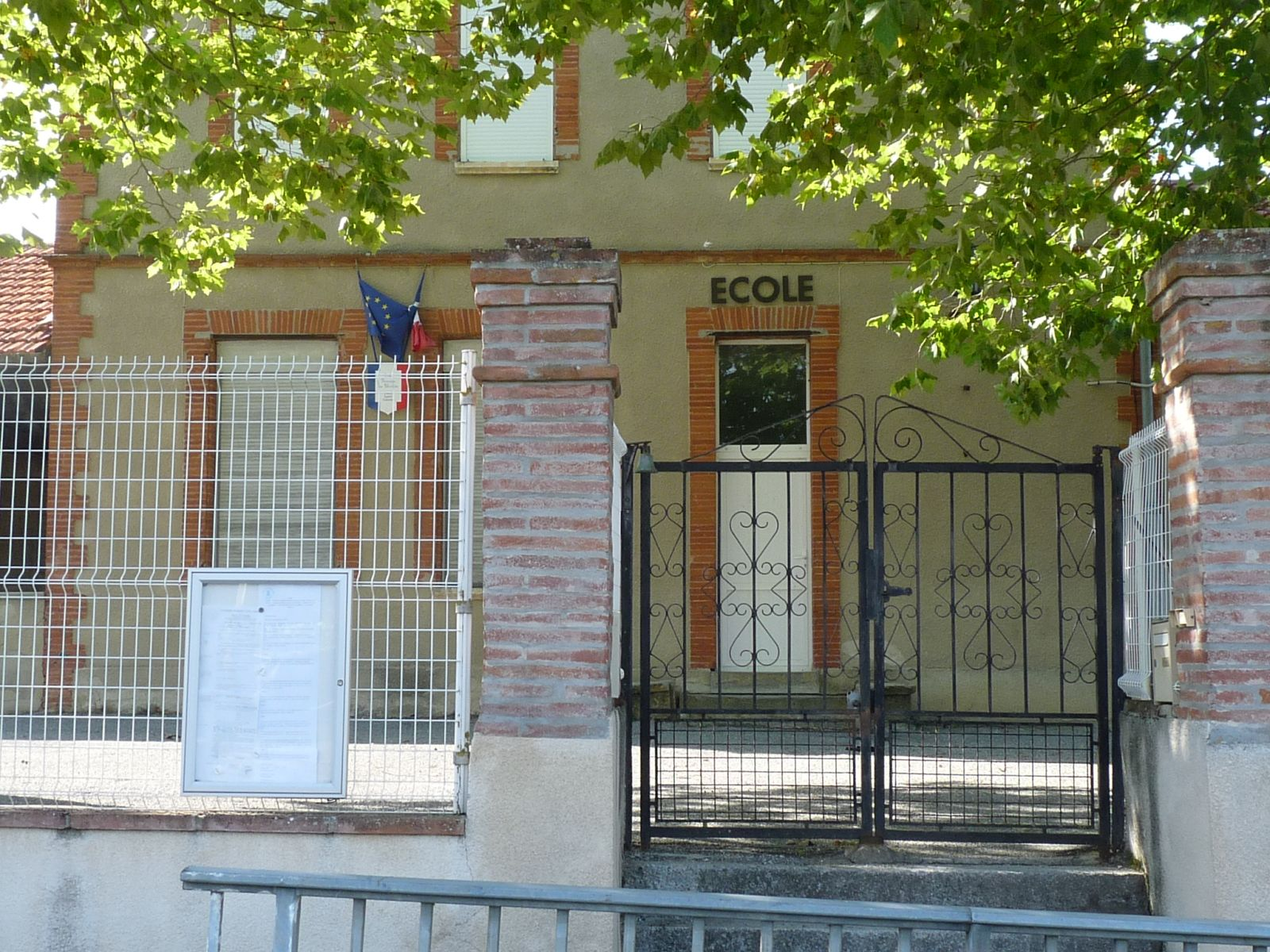
L'école

## Population et société
Les habitants sont appelés les Folcardois ou  Folcardoises.

### Démographie
L'évolution du nombre d'habitants est connue à travers les recensements de la population effectués dans la commune depuis 1793. Pour les communes de moins de 10 000 habitants, une enquête de recensement portant sur toute la population est réalisée tous les cinq ans, les populations de référence des années intermédiaires étant quant à elles estimées par interpolation ou extrapolation. Pour la commune, le premier recensement exhaustif entrant dans le cadre du nouveau dispositif a été réalisé en 2007.

En 2022, la commune comptait 117 habitants, en évolution de −4,1 % par rapport à 2016 (Haute-Garonne : +8,02 %, France hors Mayotte : +2,11 %).
| 1793 | 1800 | 1806 | 1821 | 1831 | 1836 | 1841 | 1846 | 1851 |
| ---- | ---- | ---- | ---- | ---- | ---- | ---- | ---- | ---- |
| 209  | 196  | 220  | 199  | 179  | 199  | 216  | 209  | 241  |

| 1856 | 1861 | 1866 | 1872 | 1876 | 1881 | 1886 | 1891 | 1896 |
| ---- | ---- | ---- | ---- | ---- | ---- | ---- | ---- | ---- |
| 213  | 210  | 201  | 199  | 168  | 162  | 150  | 166  | 166  |

| 1901 | 1906 | 1911 | 1921 | 1926 | 1931 | 1936 | 1946 | 1954 |
| ---- | ---- | ---- | ---- | ---- | ---- | ---- | ---- | ---- |
| 152  | 155  | 159  | 124  | 122  | 122  | 118  | 106  | 87   |

| 1962 | 1968 | 1975 | 1982 | 1990 | 1999 | 2006 | 2007 | 2012 |
| ---- | ---- | ---- | ---- | ---- | ---- | ---- | ---- | ---- |
| 74   | 76   | 93   | 88   | 94   | 86   | 117  | 121  | 129  |

| 2017 | 2022 | - | - | - | - | - | - | - |
| ---- | ---- | - | - | - | - | - | - | - |
| 118  | 117  | - | - | - | - | - | - | - |

| selon la population municipale des années : | 1968 | 1975 | 1982 | 1990 | 1999 | 2006 | 2009 | 2013 |
| Rang de la commune dans le département      | 499  | 384  | 420  | 485  | 468  | 450  | 451  | 449  |
| Nombre de communes du département           | 592  | 582  | 586  | 588  | 588  | 588  | 589  | 589  |

Folcarde est une commune rurale qui a  connu un pic de population de 241 habitants en 1851

### Sports et loisirs
Chasse, randonnée pédestre, pétanque,

## Économie

### Emploi
|                | 2008  | 2013  | 2018  |
| -------------- | ----- | ----- | ----- |
| Commune        | 4,2 % | 2,6 % | 5,6 % |
| Département    | 7,7 % | 9,6 % | 9,3 % |
| France entière | 8,3 % | 10 %  | 10 %  |

En 2018, la population âgée de 15 à 64 ans s'élève à 72 personnes, parmi lesquelles on compte 78,9 % d'actifs (73,2 % ayant un emploi et 5,6 % de chômeurs) et 21,1 % d'inactifs,. Depuis 2008, le taux de chômage communal (au sens du recensement) des 15-64 ans est inférieur à celui de la France et du département.
La commune fait partie de la couronne de l'aire d'attraction de Toulouse, du fait qu'au moins 15 % des actifs travaillent dans le pôle,. Elle compte 9 emplois en 2018, contre 16 en 2013 et 17 en 2008. Le nombre d'actifs ayant un emploi résidant dans la commune est de 53, soit un indicateur de concentration d'emploi de 16,9 % et un taux d'activité parmi les 15 ans ou plus de 60,6 %.
Sur ces 53 actifs de 15 ans ou plus ayant un emploi, 8 travaillent dans la commune, soit 15 % des habitants. Pour se rendre au travail, 75,5 % des habitants utilisent un véhicule personnel ou de fonction à quatre roues, 13,2 % les transports en commun, 5,7 % s'y rendent en deux-roues, à vélo ou à pied et 5,7 % n'ont pas besoin de transport (travail au domicile).

### Activités hors agriculture
9 établissements sont implantés  à Folcarde au 31 décembre 2019.
Le secteur de la construction est prépondérant sur la commune puisqu'il représente 33,3 % du nombre total d'établissements de la commune (3 sur les 9 entreprises implantées  à Folcarde), contre 12 % au niveau départemental.

### Agriculture
|               | 1988 | 2000 | 2010 | 2020 |
| ------------- | ---- | ---- | ---- | ---- |
| Exploitations | 6    | 5    | 4    | 2    |
| SAU (ha)      | 426  | 252  | 239  | 93   |

La commune est dans le Lauragais, une petite région agricole occupant le nord-est du département de la Haute-Garonne, dont les coteaux portent des grandes cultures en sec avec une dominante blé dur et tournesol. En 2020, l'orientation technico-économique de l'agriculture  sur la commune est la polyculture et/ou le polyélevage. Deux exploitations agricoles ayant leur siège dans la commune sont dénombrées lors du recensement agricole de 2020 (six en 1988). La superficie agricole utilisée est de 93 ha,,.

## Culture locale et patrimoine

### Lieux et monuments
- Église Notre-Dame :
 Sa cloche en bronze date du XVIe siècle et elle est classée monument historique au titre objet depuis 1914[39], ainsi que deux statuettes en pierre de la Vierge Marie et saint Jean de cette même époque[40].
- Ancien château, près de l'église

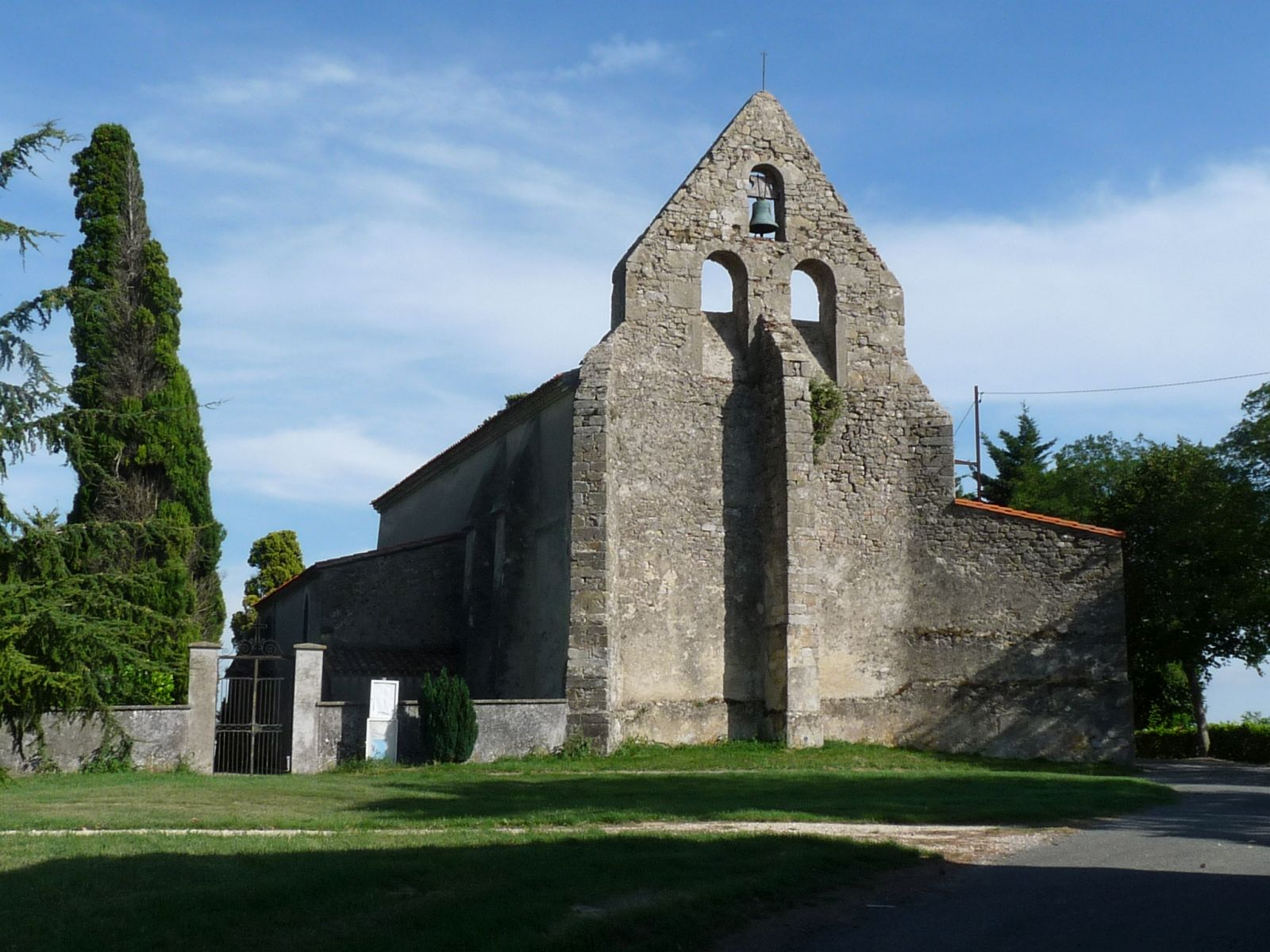
L'église Notre-Dame de Folcarde
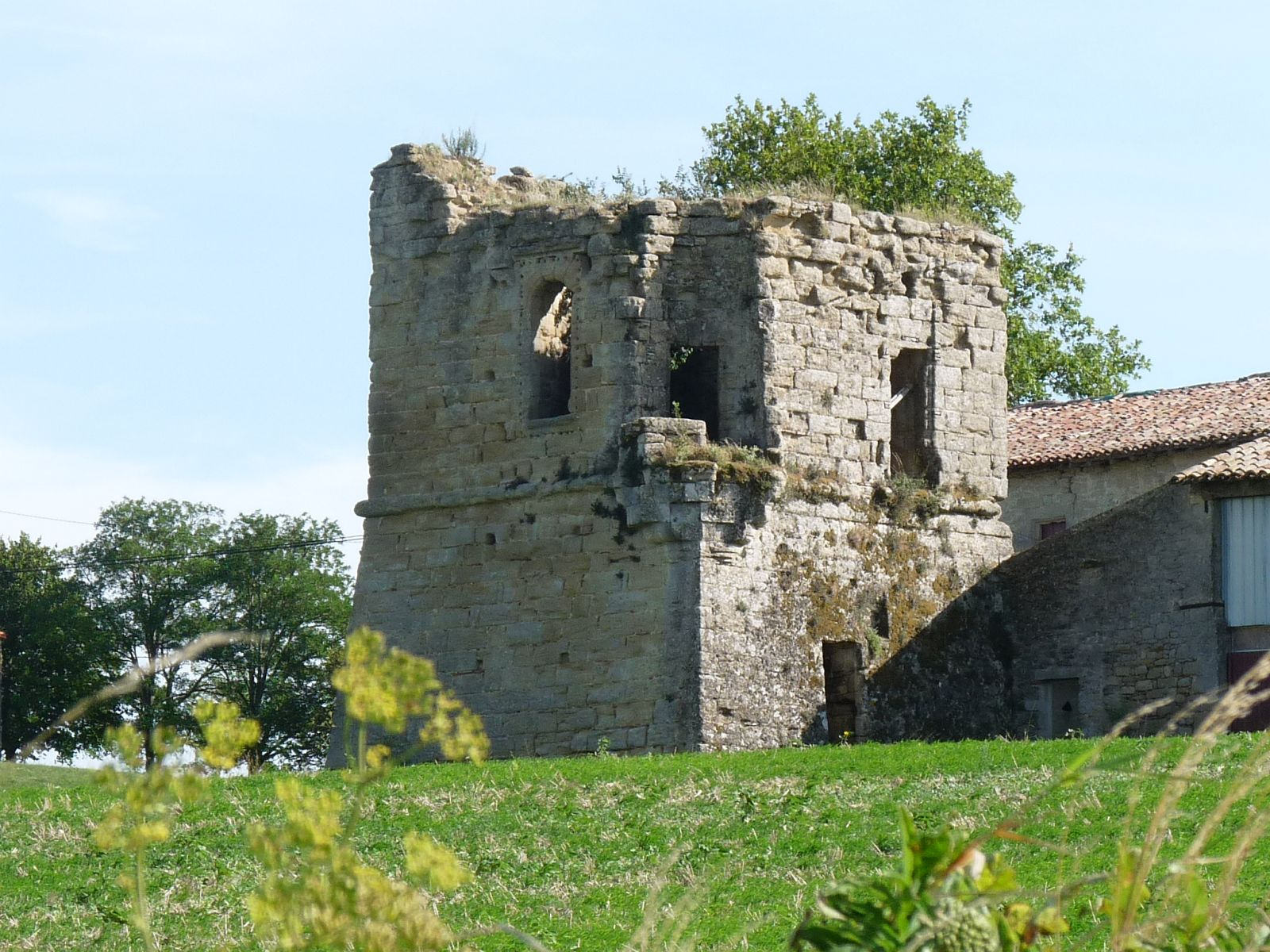
Tour de l'ancien château
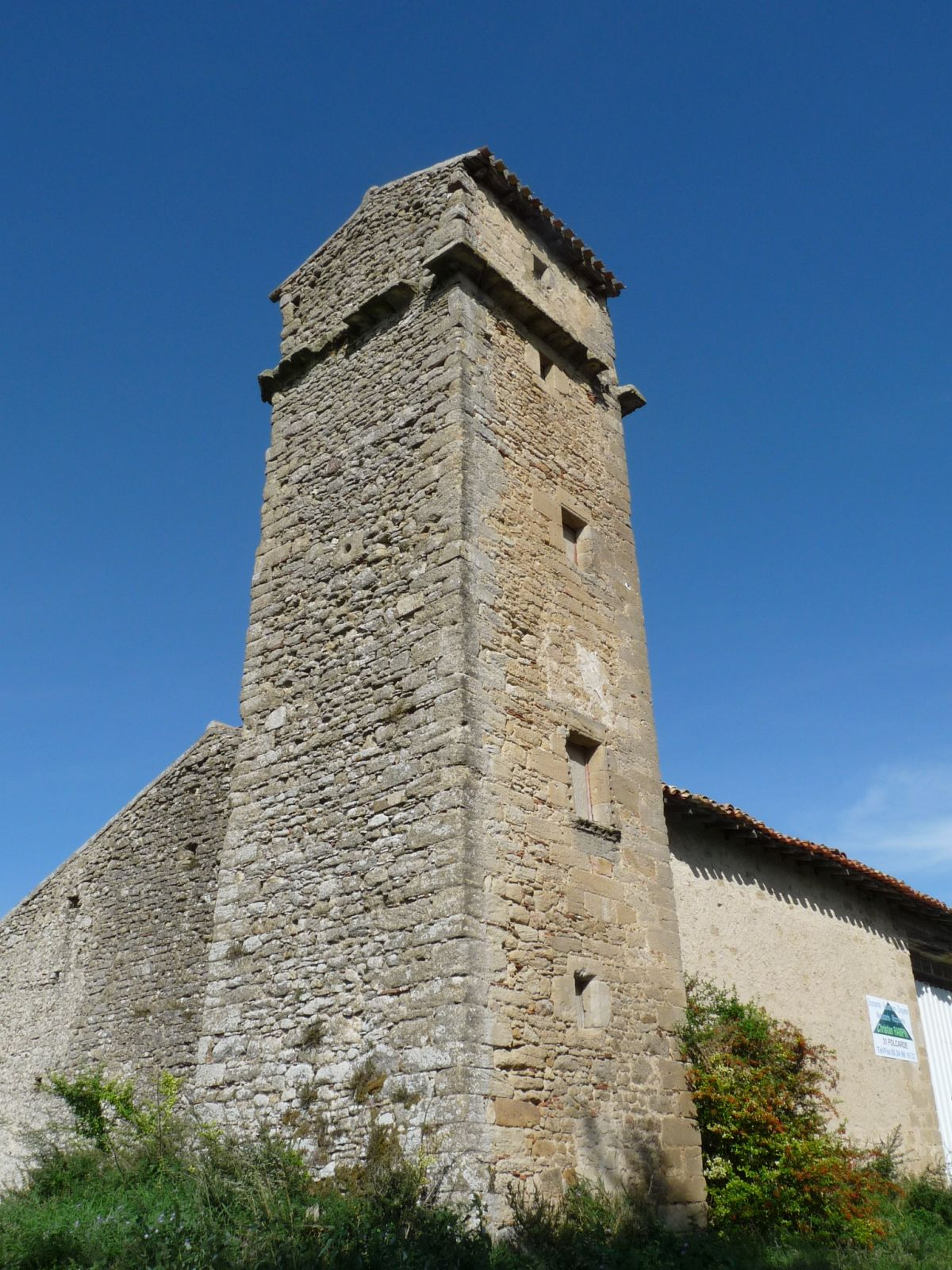
Tour de l'ancien château
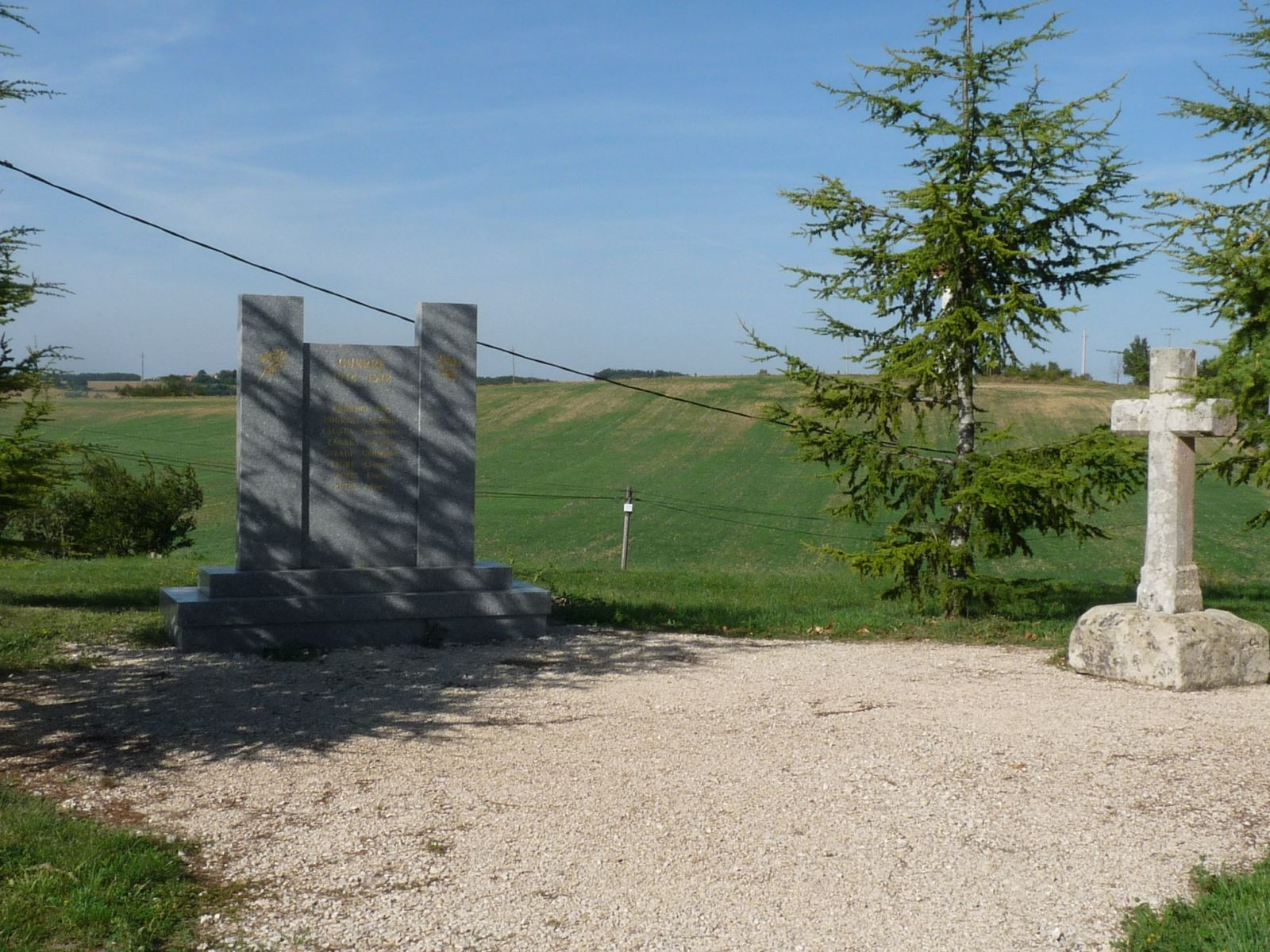
Monument aux morts et croix
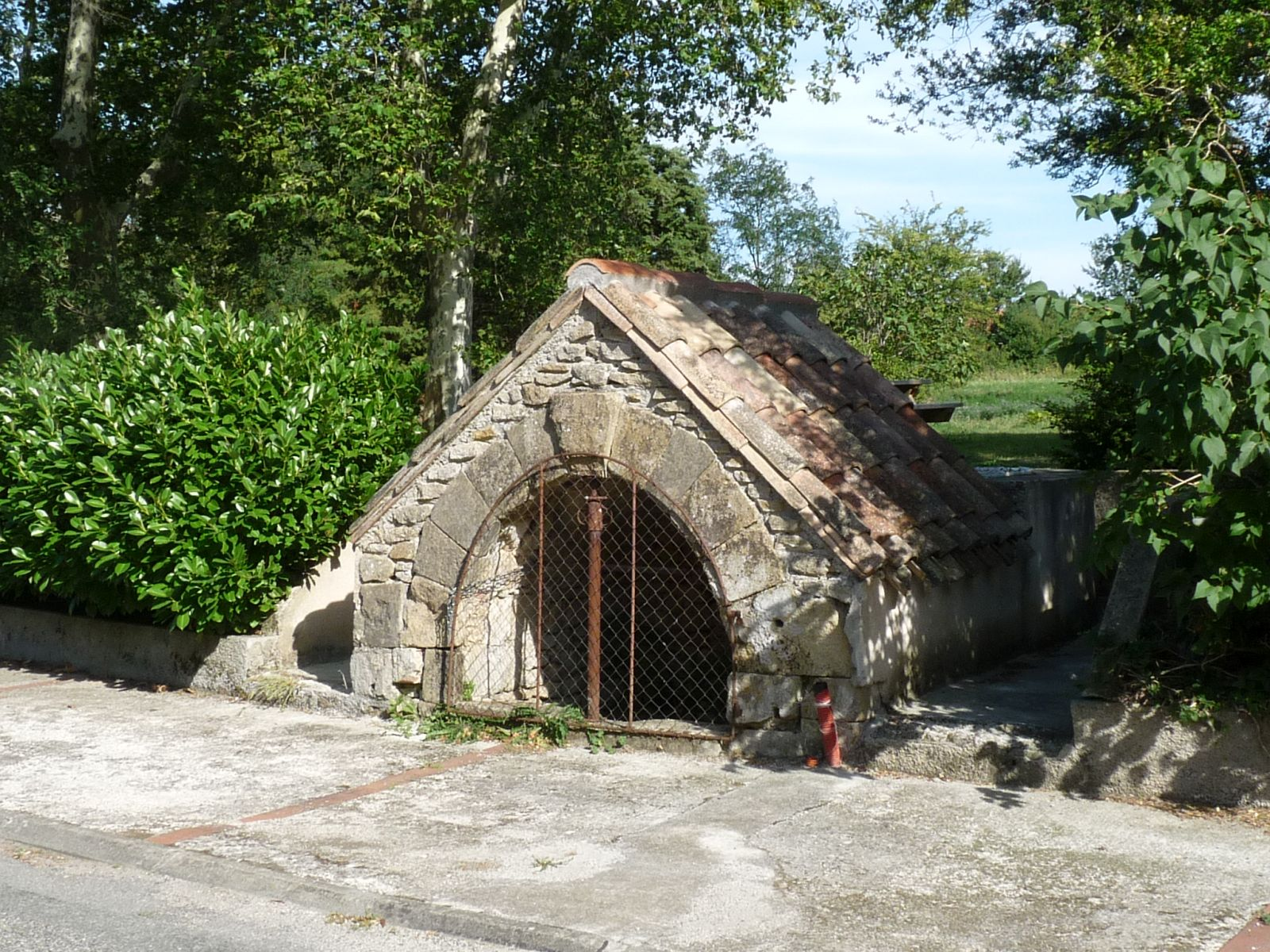
Puits

### Héraldique
| Blason de Folcarde | Blason  | D'argent au taureau de gueules passant devant un olivier de sinople au chef aussi d'argent chargé d’une hydre aussi de gueules. |
| Blason de Folcarde | Détails | Le statut officiel du blason reste à déterminer.                                                                                |

## Pour approfondir